# Luc Durtain
Luc Durtain, de son vrai nom André Robert Gustave Nepveu, né le 10 mars 1881 à Paris, mort le 29 janvier 1959 à Paris, est un médecin français devenu poète, romancier, auteur dramatique et essayiste de l'entre-deux-guerre.

## Biographie

### Un écrivain moderniste
Luc Durtain a passé son enfance à Paris, à Alger, puis Marseille, avant de devenir médecin oto-rhino-laryngologiste.
En 1906, il publie un premier roman aux influences impressionnistes, L'étape nécéssaire. L’année suivante, en 1907, paraît un recueil en vers, Pégase, aux accents modernistes et qui anticipe les hardiesses dadaïstes d’après-guerre.
Remarqué par ses contemporains, dont Paul Eluard et Apollinaire, il l'est surtout en 1909 par Jules Romains, qui l'introduit un an plus tard auprès des membres de l'Abbaye de Créteil : il devient l'ami intime de Charles Vildrac et Georges Duhamel, deux des fondateurs de ce phalanstère littéraire.
Il est alors un poète de la « génération nouvelle » groupée autour de Jules Romains qui «cherche à contrer les divagations du symbolisme en renouant avec la description du réel et du peuple».

### Pacifisme et roman social
Comme nombre de ses contemporains, sa participation au conflit fut un tournant dans sa prose et sa vision du monde.
Il fait la guerre comme médecin aide-major dans un service d'ambulance avant de demander à intégrer un bataillon en Lorraine, et reçoit la Croix de Guerre en 1917. Il est alors un pacifiste convaincu. Au sortir de la guerre, il écrit un recueil de poèmes en vers libres, Le Retour des hommes. Il achève en 1922 un roman commencé dans les tranchées, Douze cent mille.
Le roman, pressenti un temps pour le prix Goncourt, reçoit le prix Charles Richet. Il est salué par la critique comme une des grandes réussites de l'après-guerre, notamment par Benjamin Crémieux. Opposé au roman d'analyse, et d'inspiration socialiste, il anticipe sur les problématiques du roman populiste. L'expérience de la guerre lui inspira, au seuil de la Deuxième Guerre mondiale, un roman pacifiste : La Guerre n'existe pas.

### Une écriture de reportage
Proche de Romain Rolland, Durtain participe  à la création de la revue Europe, avant de se rapprocher du Parti communiste dont il devient un compagnon de route. Il est l'un des premiers, avec Henri Béraud et son ami Georges Duhamel à faire le voyage de Moscou. Il en rapporte un reportage (L'Autre Europe: Moscou et sa foi, 1928) dans lequel il salue le projet soviétique tout en mettant en garde contre les dangers d'une culture de parti.
À partir des années 1930, Durtain se présente comme un "écrivain en voyage" auteur de romans-reportages : il effectua en effet plusieurs voyages autour du monde, notamment en compagnie du sociologue Phan Bội Châu, ou de ses amis Duhamel et Vildrac, explorant l'Afrique, l'Indochine, la Russie, ou les Amériques, et rapportant de nombreux témoignages considérés aujourd'hui comme plein de justesse, de modération, possédant l'art du reportage, ce qui le distingue des "écrivains coloniaux" classiques.
Il dénonce  le colonialisme dans son ouvrage Dieux blancs, hommes jaunes (1930), et porte un regard attentif sur le continent sud-américain dans Vers la Ville : kilomètre 3 (1933).
Il écrit aussi des romans-reportages sur les États-Unis qui lui valent une certaine renommée. Son premier ouvrage sur le sujet, Quarantième étage (1927), reçoit un excellent accueil critique et public. Henri Barbusse, Albert Thibaudet, ou Paul Morand saluent la grande réussite de ce recueil de nouvelles dont la première, "Crime à San Francisco", est la plus importante.
En 1928, Durtain publie un roman Hollywood dépassé. Ces deux ouvrages lui permettent d'obtenir le Prix de La Renaissance en 1928 créé par Henry Lapauze, un des six prix les plus importants de l'entre-deux-guerres. Le jury est composé, entre autres, de Colette, Pierre Hamp, Georges Duhamel, Roland Dorgelès, Pierre Mac Orlan.
Suit en 1931 Captain O.K., un des très rares romans de l'entre-deux-guerres dénonçant la condition des Noirs américains, dont Philippe Soupault écrira le plus grand bien.
Enfin, en 1934, il publie Frank et Marjorie, roman sur l'Amérique de la Crise qui accorde également une large place à la description des natifs américains et à leur place dans la société américaine de l'époque.
Durtain participe à la plupart des combats de son temps contre la montée du fascisme. Il conseille, avec Aragon, Jules Romains pour la rédaction du célèbre manifeste contre l’intervention italienne en Éthiopie et le bombardement d’Adoua lors de la guerre d’Éthiopie, dénonce l’invasion de la Pologne par Hitler, et n'hésite pas à rompre avec la Russie stalinienne à l'occasion du pacte germano-soviétique. Il crée et codirige avec Paul Nizan de 1937 à 1940 Les Cahiers de la Jeunesse : revue universelle, mensuel destiné à la jeunesse communiste et publié sous le patronage de Romain Rolland.
Il écrit dans le numéro du 8 mars 1940 de la revue Notre Combat, que publie Robert Denoël, un article prophétique, sous le titre « Ce que Hitler prépare en Pologne - Le plus grand crime de l'histoire ».
Durant la Deuxième Guerre mondiale, il donne des articles littéraires au journal socialiste de Jean Luchaire Les Nouveaux Temps qui bascule dans la collaboration après 1942. Bien qu'il ne soit pas inquiété à la Libération par le Comité national d'épuration, il est écarté de la revue Europe. Il continue de publier jusqu'à sa mort, donnant notamment une immense fresque historique contemporaine en quatre tomes : "Mémoires de votre vie".
La plupart de ses ouvrages sont parus aux éditions Flammarion.
Tout comme Blaise Cendrars ou Joseph Kessel[réf. nécessaire], Luc Durtain possédait un œil documentaire d'une grande acuité. Le plus bel hommage rendu à cet écrivain méconnu est sans doute celui rendu par son ami : 

« On n’évoque pas sans un serrement de cœur son visage douloureux des derniers temps, quand on l’a connu comme il m’a été donné de le connaître, à l’époque où ce grand et robuste travailleur parcourait le monde d’un pas de conquérant et accumulait dans des livres marqués d’un sceau si vigoureux, des visions, des témoignages auxquels il faudra revenir le jour où on fera l’histoire de la découverte du monde moderne par les intellectuels et les poètes français de la première moitié de ce siècle. Alors Durtain reprendra toute l’importance que personne ne songeait à lui contester il y a vingt-cinq ans. »

— Georges Duhamel, 1960

## Ouvrages
- 1906 : L'Étape nécessaire
- 1907 : Pégase
- 1914 : Kong Harald
- 1918 : Lise
- 1920 : Le Retour des hommes
- 1921 : Face à face ou Le poète et toi, A. Monnier, 1921 ; réimpression avec 115 reproductions de Frans Masereel, Pierre Worms, 1931
- 1924 : Perspectives, illustré par Berthold Mahn
- 1925 : Ma Kimbell
- 1927 : Quarantième étage
- 1927 : Le Donneur de sang, comédie en trois actes[11]
- 1927 : Découverte de Longview avec Frans Masereel
- 1928 : Hollywood dépassé
- 1928 : Quelques Notes d'U.S.A.
- 1928 : L'Autre Europe : Moscou et sa foi
- 1930 : Dieux blancs, hommes jaunes
- 1930 : Lignes de vie
- 1931 : Captain O.K.
- 1932 : D'homme à homme
- 1933 : Vers la ville kilomètre 3
- 1934 : Frank et Marjorie
- 1935 : Quatre continents, suivi de 72 poèmes choisis
- 1935 : Yagouta aux cavaliers
- 1936 : Le Globe sous le bras
- 1938 : Voyage au pays des Bohohom
- 1939 : La Guerre n'existe pas…, Roman de 1914-1916
- 1941 : Corps féminins, Minh, Maïa, Meg, Moune, Minnie, Marcelle
- 1942 : Histoires fantastiques pour les jeunes et les vieux
- 1944 : Les Secrets du rêve
- 1946 - 1950 : Mémoires de votre vie, 4 tomes
- 1952 : Quand l'amour...

## Prix
- 1950 : prix Gustave Le Métais-Larivière de l'Académie française, pour l'ensemble de son œuvre[12].

## Sources
- Nicole Racine, « Durtain Luc (André Nepveu dit) », dans Le Maitron. Dictionnaire biographique du mouvement ouvrier et du mouvement social, 24 novembre 2010 (lire en ligne)
- Buffet, Alexis. « Luc Durtain (1881-1959). » Nuit blanche, magazine littéraire, numéro 145, hiver 2017, p. 42–45.
- Buffet, Alexis. "Douze cent mille de Luc Durtain : un roman populiste avant la lettre?", in Études littéraires, « Romanciers populistes. Autour et à la suite du Manifeste du roman populiste (1930) de Léon Lemonnier », sous la direction de François Ouellet, vol. 44, no 2, été 2013.
- Article de Jean-Marc Brissaud dans Histoire de la littérature française du XXe siècle.
- Bernard Hue (dir.), Littératures de la péninsule indochinoise, Karthala, p. 248–249
- Yves Chatelain, Luc Durtain et son œuvre, 1933
- Notice de Robert Sabatier dans Histoire de la poésie française - La poésie du vingtième siècle - 1-Tradition et Évolution, Albin Michel, 1982